# Acroloxus egirdirensis
Acroloxus egirdirensis е вид коремоного от семейство Acroloxidae. Видът е световно застрашен, със статут Уязвим.

## Разпространение
Видът е ендемичен за плитките води по северната страна на езерото Егирдир в Турция.